# 조세형 (1931년)
조세형(趙世衡, 1931년 8월 22일~2009년 6월 17일)은 대한민국의 언론인 출신 정치인이다.

## 생애
전북 김제에서 태어났으며, 전주고를 다니고 서울대 문리대를 수료하였다.
조선일보 베트남전쟁 종군기자와 한국일보 편집국장을 거쳐 1978년의 10대 총선에서 제1야당 신민당의 공천으로 원내에 입성했다. 이후 평민당 13대 의원과, 민주당 14대 의원을 지내다가 15대 총선에서는 판사 출신의 신한국당의 김학원 후보에게 패해 정계 은퇴 위기를 겪었다.
그러나 김대중이 15대 대통령에 당선된 이후 새정치국민회의의 총재권한대행으로 여권 중진의 반열에 올랐으며, 1998년 7월 21일 치러진 15대 의원 보궐선거에서 광명시 을에 출마하여 한나라당의 전재희 후보를 누르고 당선되면서 다시 한번 화려하게 재기하였다.
하지만 1999년 4월 5일에 세풍 사건과 관련된 서상목 한나라당 의원의 체포동의안이 여권의 수적인 우세 속에서도 부결되자 총재권한대행직에서 물러났으며, 이듬해 제16대 총선 경기 광명 선거구에서 접전 끝에 한나라당의 손학규 후보에게 패하면서 5선에 실패했다. 이후 열린우리당의 상임고문을 역임했다.

2009년 6월 1일에 노무현 전 대통령의 서거로 충격을 받아 뇌경색으로 입원하여 수술을 받았으나 2009년 6월 17일에 79세의 나이로 사망하였다.

## 학력
- 전주고등학교 졸업
- 서울대학교 문리과대학 문학부 독어독문학 학사

## 경력
- 평화신문 정치부 기자
- 조선일보 정치부 기자
- 민국일보 정치부장
- 경향신문 편집부국장·중동전쟁 종군기자
- 한국일보 외신부장·편집부국장·논설위원·편집위원·워싱턴 특파원
- 관훈클럽 창립자
- 관훈클럽 신영연구기금창립 초대 이사장
- 서울대학교 총동창회 이사
- 서울대학교 사회과학대학 강사
- 김대중 선생 특별보좌역
- 제10·13·14·15대 국회의원
- 평화민주당 당보주간·국제위원장
- 평화민주당 선전위원장
- 평화민주당 김대중 총재특보
- 평화민주당 서울특별시 지부 성동구 을 지구당위원장
- 평화민주당 정책위원회 의장
- 신민주연합당 서울특별시 지부 성동구 을 지구당위원장
- 신민주연합당 정책위원회 의장
- 제13대 국회 후반기 교육문화체육청소년위원회 위원장
- 민주당 서울특별시 지부 성동구 을 지구당위원장
- 대한민국 제14대 국회의원 선거 민주당 서울특별시 선거대책본부장
- 제14대 대통령 선거 민주당 김대중 대통령 후보 선거대책위원회 부위원장
- 민주당 정부조직개편 대책위원장
- 민주당 최고위원
- 민주당 부총재
- 새정치국민회의 서울특별시 지부 성동구 을 지구당위원장
- 새정치국민회의 부총재
- 새정치국민회의 실업대책특별위원회 위원장
- 새정치국민회의 정치개혁특별위원회 위원장
- 새정치국민회의 총재권한대행
- 새정치국민회의 경기도 지부 광명시 을 지구당위원장
- 민족화해협력협의회 상임고문
- 장애인 정보화협회 명예회장
- 새정치국민회의 상임고문
- 새천년민주당 경기도 지부 광명시 지구당위원장
- 새천년민주당 상임고문
- 제15대 주일대사(장관급)
- 열린우리당 상임고문
- 대통합민주신당 상임고문
- 통합민주당 상임고문
- 민주당 상임고문

## 역대 선거 결과
|  | 56.9% |

|  | 24.44% |

|  | 41.45% |

|  | 47.95% |

|  | 40.48% |

|  | 51.14% |

|  | 46.03% |

## 소속 정당
| 소속 정당 | 소속 정당      | 소속 기간 | 비고           |
| --------- | -------------- | --------- | -------------- |
|           | 신민당         | 1978~1980 | 정계 입문      |
|           | 무소속         | 1980~1981 | 정당 해산      |
|           | 민주한국당     | 1981~1985 | 창당           |
|           | 무소속         | 1985      | 탈당           |
|           | 신한민주당     | 1985~1987 | 창당           |
|           | 무소속         | 1987      | 탈당           |
|           | 통일민주당     | 1987      | 창당           |
|           | 무소속         | 1987      | 탈당           |
|           | 평화민주당     | 1987~1991 | 창당           |
|           | 신민주연합당   | 1991      | 당명 변경      |
|           | 민주당         | 1991~1995 | 합당           |
|           | 무소속         | 1995      | 탈당           |
|           | 새정치국민회의 | 1995~2000 | 창당           |
|           | 새천년민주당   | 2000~2002 | 합당           |
|           | 무소속         | 2002~2004 | 탈당           |
|           | 열린우리당     | 2004~2007 | 입당 정계 은퇴 |
|           | 대통합민주신당 | 2007~2008 | 합당           |
|           | 통합민주당     | 2008      | 합당           |
|           | 민주당         | 2008~2009 | 당명 변경 사망 |

## 같이 보기
- 성북구 (1973년 선거구)
- 서울 성북구의 국회의원
- 성동구 을 (1988년 선거구)
- 서울 성동구의 국회의원
- 광명시 을 (1996년 선거구)
- 광명시의 국회의원
- 주일대사